# 732年
| 千纪： | 1千纪                                                                                           |
| 世纪： | 7世纪 \| 8世纪 \| 9世纪                                                                         |
| 年代： | 700年代 \| 710年代 \| 720年代 \| 730年代 \| 740年代 \| 750年代 \| 760年代                       |
| 年份： | 727年 \| 728年 \| 729年 \| 730年 \| 731年 \| 732年 \| 733年 \| 734年 \| 735年 \| 736年 \| 737年 |
| 纪年： | 壬申年（猴年）；唐（新罗）开元二十年；日本天平四年；渤海国仁安十三年                            |

## 大事记
- 滑台之會，惠能的弟子菏澤神會在滑台與神秀門人崇遠進行辯論。
- 禮部尚書信安王李禕與幽州長史趙含章出塞大破契丹。
- 圖爾戰役，回教徒受挫於法國鐵鎚查理。

## 出生
- 戴叔伦
- 李正己
- 大颠